# مقاطعة فارنا
مقاطعة ڤارنا (بالبلغارية: Област Варна)‏ وهي أوبلاست (مُقاطعة) تقع شمال شرق بلغاريا. وهي إحدى المُقاطعات الـ28 في بلغاريا. تحتوي على 12 بلدية، ويبلُغ عدد سكانها 475,074 (سنة 2011). سُميت على اسم أهم مدنها وعاصمتها فارنا.

## الجغرافيا
تبلغ مساحة المُقاطعة 3,819.5 كم². يقع على حدودها الشرقية البحر الأسود، وتحتوي المقاطعة على أجزاء من سهول جبال الدانوب.

## الموقع
موقع المقاطعة بين مقاطعات بلغاريا: